# Pókakeresztúr
Pókakeresztúr (románul: Păcureni) falu  Romániában, Maros megyében. Marossárpatak községhez tartozik. 1992-ben 302 lakosából 292 magyar, 10 román volt.

## Fekvés
Marosvásárhelytől 13 km-re északra a Sár-patak jobb oldali 
mellékvölgyében fekszik.

## Nevének eredete
Nevét a Szent Kereszt Felmagasztalása tiszteletére szentelt középkori templomáról kapta. Nevének előtagja a szomszédos Póka közelségére utal.

## Története
1336-ban Sancta Cruce, 1357-ben Kerestwr néven említik. A 14. század közepén már állt temploma. Később átépítették, de régi hajója ma is áll.
Egykoron a Pókakeresztúri és Madéfalvi Székely család birtoka, innen kapták nemesi előnevüket. A család több tagja fontos hivatalokat töltött be különböző történelmi korokban, példáuk 1848-ban Székely Zsigmond Felcsík, Székely Károly Kászon királybírója volt.

## Híres emberek
Székely László (Pókakeresztúr, 1741 – Pókakeresztúr, 1791): a bécsi magyar nemesi testőrség tagja, földbirtokos. A marosvásárhelyi református kollégiumban tanult. 1768-tól a testőrség tagja, 1773-ban alezredes és gárdapénztárnok lett. A Rózsakeresztes Társaság nevű szabadkőműves-szerű csoport tagjaként szenvedélyes alkimista volt. 1785-ben a haditörvényszék a pénztár hiányai miatt rangjának elvesztésére és hatévi börtönre ítélte. Büntetését II. József császár 1787-ben elengedte. Szülőfaluját kényszerlakhelyül jelölték ki számára, ahol jóformán csak alkimista kutatásainak élt. Pörének nagy visszhangja volt, mert az ítéletet és II. József beavatkozását a szabadkőművesek mint rájuk mért csapást fogták fel.